# A (Jethro Tull)
| Recensione       | Giudizio |
| ---------------- | -------- |
| AllMusic         |          |
| Progarchives     |          |
| George Starostin | [ 1 ]    |

A è un album della band progressive rock inglese Jethro Tull, pubblicato nel 1980.

## Descrizione
A è uno degli album emblematici del gruppo, non tanto per l'ispirazione (non è certamente uno dei più apprezzati in assoluto dai fans), quanto per il fatto che ha segnato la fine dell'epoca folk.
Nel 1980 la Chrysalis Records chiese a Ian Anderson di realizzare un album solista contenente alcune delle canzoni acustiche registrate durante gli anni precedenti. Tuttavia Anderson pensò che sarebbe stato più opportuno comporne anche di nuove. L'album inizialmente fu pensato come primo album solista di Anderson e fu così che iniziò il lavoro servendosi di Martin Barre alla chitarra e Dave Pegg al basso. Anderson, sfruttando la possibilità di fare un disco solista, voleva però un album basato essenzialmente sul suono delle tastiere e dei sintetizzatori, tipico di quegli anni, tuttavia decisamente rivoluzionario per quanto riguarda il classico "suono Jethro". Fu così che decise di contattare Eddie Jobson, ex Roxy Music e Frank Zappa, il quale portò con sé l'amico batterista Mark Craney.
Una volta finite le registrazioni però la casa discografica decise che l'album confezionato non avrebbe dovuto essere un lavoro solista di Anderson. Fu così che A divenne il nuovo album dei Jethro Tull prima ancora che Anderson stesso potesse effettivamente parlarne con gli allora membri della band John Evan, Barriemore Barlow e David Palmer che, fortemente irritati dall'avvenimento, decisero di abbandonare il gruppo. Anderson, come spiega lui stesso nelle note di copertina della versione rimasterizzata dell'album, sperava che, concluso il tour di A, si sarebbero riaperte le possibilità per i tre ex-membri di ritornare nella band ma nessuno di loro ne volle sapere. Di conseguenza questo segnò lo scioglimento definitivo della formazione storica dei Jethro Tull e del suo periodo d'oro.
A sta sia per Anderson, ma anche per Alert, come dimostra la copertina, nella quale si vedono Ian Anderson e compagni in una base aeronautica mentre avvistano un disco volante in avvicinamento. La copertina è tratta dal videoclip della canzone Fylingdale Flyer.

## Tracce
Testi e musiche di Ian Anderson.
1. Crossfire – 3:55
2. Fylingdale Flyer – 4:35
3. Working John, Working Joe – 5:04
4. Black Sunday – 6:35
5. Protect and Survive – 3:36
6. Batteries Not Included – 3:52
7. Uniform – 3:34
8. 4.W.D. (Low Ratio) – 3:42
9. The Pine Marten's Jig – 3:28
10. And Further On – 4:21

Le spiegazioni che seguono sono tratte da affermazioni che lo stesso Ian Anderson fece durante la tournée del 1980 per la promozione dell'album.

### Crossfire
La canzone con cui si apre l'album, che significa "fuoco incrociato", prende spunto da un fatto di cronaca avvenuto proprio mentre la band stava provando: l'ambasciata iraniana a Londra era stata presa d'assalto e il testo è scritto dal punto di vista dell'agente di polizia Trevor Locke, presente all'interno dell'ambasciata durante il fatto.

La Browning menzionata nella canzone è un tipo di pistola automatica, che prende il nome dal suo inventore.

### Fylingdale Flyer
Anche questo pezzo prende spunto da un fatto di cronaca: si tratta di un disguido tecnico che ebbero gli Americani in uno dei loro vecchi sistemi di allarme il quale saltò facendo loro credere che i Russi stessero attaccando. Il testo è scritto dal punto di vista dei militari di base alla Fylingdale Early Warning Station (da cui il titolo), situata nello Yorkshire.

### Working John, Working Joe
Il testo di questa canzone punta a delegittimare in un certo senso la convinzione secondo la quale i cosiddetti colletti bianchi tenderebbero a faticare di meno sul posto di lavoro rispetto ai colletti blu.
È facile che il primo (John) sia all'apparenza più curato del secondo (Joe), che si rechi al lavoro in Rolls-Royce, ma non è comunque esente dagli imbottigliamenti del traffico, mentre il prezzo che deve pagare per il suo alto tenore di vita sono ulcere e problemi di cuore (two ulcers and a heart disease).

Le unions menzionate nel testo corrispondono ai sindacati.

### Black Sunday
La canzone, che a chi non ha molta familiarità con la lingua inglese potrebbe sembrare un vero e proprio scioglilingua per la velocità con cui è cantata, è stata scritta da Anderson poco prima di partire per la tournée; si tratta di una serie di immagini visive a cui lo stesso Anderson assiste normalmente quando è in viaggio.

### Protect and Survive
Il titolo del pezzo è preso da un opuscolo pubblicato dal Governo Britannico che aveva appunto lo stesso nome: tale opuscolo dava indicazioni ai cittadini su come comportarsi nell'eventualità di un attacco nucleare, indicazioni però molto scarne e quindi praticamente inutili.
Il testo è una sottile critica al governo per non aver dato alla popolazione informazioni sufficienti.

La sigla E.M.P. presente nel testo sta ad indicare l'impulso elettromagnetico (Electro Magnetic Pulse in inglese), quell'onda elettromagnetica che si verifica immediatamente dopo un'esplosione nucleare e che fa saltare qualsiasi congegno elettrico nei dintorni.

### Batteries Not Included
Il testo riflette l'identificazione che può provare un bambino nei confronti del suo giocattolo. Nella fattispecie, il giorno di Natale, un bambino si alza alle 6 del mattino trovando un bellissimo giocattolo meccanico giapponese ai piedi del letto, ma non funzionante dato che le batterie non sono ancora state inserite. Quando i genitori si alzano un'ora dopo, trovano il bambino divenuto uguale al giocattolo, "spenti" entrambi.

La voce infantile presente ad un certo punto della canzone è quella del figlio di Anderson, James Duncan.

### Uniform
Come suggerisce il titolo, la canzone è una critica nei confronti dei modi di vestire della gente, apparentemente tutti uguali, assumendo ruoli sociali in base agli abiti indossati.

Peculiarità di questa canzone è il raro, seppur breve, assolo di violino presente al suo interno.

### 4.W.D. (Low Ratio)
La sigla 4.W.D. (4 Wheel Drive) corrisponde all'italiano trazione integrale. Il testo semplicemente riflette le affinità che possono nascere fra questo genere di veicolo e il suo proprietario.

### The Pine Marten's Jig
Unico pezzo interamente strumentale dell'album, una giga molto frenetica e con numerosissimi cambi di ritmo e indubbia complessità esecutiva. Il pine marten del titolo è il nome anglofono della Martora eurasiatica.

### And Further On
Per quanto riguarda l'ultimo pezzo dell'album, Anderson si limita a dire che si tratta di uno dei più ambigui mai scritti e che sta all'ascoltatore interpretarlo a suo modo, poiché l'immaginario raccolto dal testo, nelle intenzioni dell'autore, avrebbe dovuto funzionare in maniera diversa a seconda dell'ascoltatore.

## A - A La Mode - The 40th Anniversary Edition
Il 16 aprile 2021, in occasione del 40º anniversario del disco, è stato pubblicato il box set A La Mode - The 40th Anniversary Edition. L'album venne riproposto in un cofanetto comprendente 3 CD e 3 DVD, contenenti tutti i brani remixati da Steven Wilson, brani extra e dal vivo del 1980 e il video Slipstream del 1981.

### Disco 1 - Steven Wilson’s Remix
1. Crossfire
2. Fylingdale Flyer
3. Working John, Working Joe
4. Black Sunday
5. Protect and Survive
6. Batteries Not Included
7. Uniform
8. 4.W.D. (Low Ratio)
9. The Pine Marten's Jig
10. And Further On
11. Crossfire (Extended Version)
12. Working John, Working Joe (Take 4)
13. Cheerio (Early Version)
14. Coruisk
15. Slipstream Intro

### Disco 2 - Live at the LA Sports Arena 1980 (Part 1)
1. Slipstream Intro
2. Black Sunday
3. Crossfire
4. Songs From The Wood
5. Hunting Girl
6. The Pine Marten’s Jig
7. Working John, Working Joe
8. Heavy Horses
9. Band Instrumental Intro
10. Skating Away On The Thin Ice Of The New Day
11. Instrumental (including flute solo)

### Disco 3 - Live at the LA Sports Arena 1980 (Part 2)
1. Trio Instrumental
2. Keyboard solo
3. Batteries Not Included
4. Uniform (including drum solo instrumental)
5. Protect and Survive (including violin solo)
6. Bungle In The Jungle
7. Guitar Solo/Bass solo intro to encore
8. Aqualung
9. Locomotive Breath/Instrumental/Black Sunday (reprise)

### DVD 1 - Original Album and Associated Tracks
1. A - DTS and Dolby Digital 5.1 surround sound and Dolby Digital Stereo by Steven Wilson
2. A - Flat transfer of the original 1980 mix at 96/24 LPCM stereo

### DVD 2 - Live At The LA Sports Arena November 1980
1. Steven Wilson’s 2020 mix of the concert in DTS and Dolby AC 3, 5.1 surround and stereo 96/24 LPCM - (Audio Only)

### DVD 3 - Slipstream Video
1. Slipstream With audio tracks remixed by Steven Wilson in DTS and Dolby AC 3, 5.1 surround and stereo 96/24 LPCM

## Formazione
- Ian Anderson - voce, flauto traverso
- Martin Barre - chitarra elettrica
- Eddie Jobson - tastiere, violino elettrico
- Mark Craney - batteria
- Dave Pegg - basso